# Rhizamoeba
Rhizamoeba is een geslacht in de taxonomische indeling van de Amoebozoa. Deze micro-organismen hebben geen vaste vorm en hebben schijnvoetjes. Met deze schijnvoetjes kunnen ze voortbewegen en zich voeden. Het organisme behoort tot de familie Leptomyxidae. Rhizamoeba werd in 1972 ontdekt door Page.